# Vincent Thill
Pour les articles homonymes, voir Thill.
Vincent Thill, né le 4 février 2000 à Luxembourg est un footballeur international luxembourgeois jouant au poste de milieu offensif au Zirə FK.
Issu d'une famille de footballeurs, ses parents Serge et Nathalie Thill (lb) sont d'anciens internationaux luxembourgeois, tout comme ses frères Olivier et Sébastien.
Il est représenté par Meïssa N'diaye (société Sport Cover).

## Biographie

### Carrière en club
Il évolue avec le FC Metz, au sein des équipes de jeunes dès 2012.
Alors courtisé par de grands clubs européens à seulement 16 ans car il est considéré comme un grand espoir luxembourgeois, il signe son premier contrat professionnel avec le club grenat le 26 mai 2016 pour un bail de trois ans avec deux années en option.
Le 27 août 2016, il intègre pour la première fois l'équipe première messine en match officiel, à l'occasion de la troisième journée du championnat de France de Ligue 1, face au SCO Angers, sans toutefois entrer en jeu.
Le 22 septembre 2016, il entre en jeu à la 82e minute face aux Girondins de Bordeaux et devient le premier footballeur né dans les années 2000 à fouler une pelouse de l'un des cinq plus grands championnats européens, alors âgé de 16 ans et 231 jours. Il n'est cependant pas le joueur à avoir joué le plus jeune au niveau professionnel, le record de précocité étant toujours détenu par Laurent Paganelli.
Thill est prêté au Pau FC en National 1 en 2018-2019. Il y démontre toutes ses qualités et réalise saison pleine avec 28 matches joués en championnat et 12 buts marqués. Il est élu révélation de la saison, et nommé dans l'équipe type du National.
Le 1er juillet 2019, il est prêté à l'US Orléans (Ligue 2). À la suite d'une première partie de saison en demie teinte, l'US Orleans a fait savoir au joueur la volonté du club de mettre fin au prêt.

### Carrière internationale
Le 25 mars 2016, il joue son premier match avec l'équipe du Luxembourg, face à la Bosnie-Herzégovine. Il remplace Mario Mutsch à la 69e minute de la rencontre. Il est alors âgé de seulement 16 ans, un mois et 21 jours.
Il inscrit son premier but le 31 mai 2016 lors de sa deuxième sélection, au cours d'un match amical contre le Nigeria devenant ainsi le plus jeune buteur de l'histoire de la sélection luxembourgeoise (16 ans, 3 mois et 27 jours).

## Statistiques
| Saison                | Club                  | Championnat           | Championnat | Championnat | Coupe nationale | Coupe nationale | Coupe de la Ligue | Coupe de la Ligue | Compétition(s) continentale(s) | Compétition(s) continentale(s) | Compétition(s) continentale(s) | Total | Total |
| Saison                | Club                  | Division              | M.          | B.          | M.              | B.              | M.                | B.                | Comp.                          | M.                             | B.                             | M.    | B.    |
| 2016-2017             | FC Metz               | Ligue 1               | 1           | 0           | 1               | 0               | -                 | -                 | -                              | -                              | -                              | 2     | 0     |
| 2017-2018             | FC Metz               | Ligue 1               | 1           | 0           | 1               | 0               | 2                 | 0                 | -                              | -                              | -                              | 4     | 0     |
| 2018-2019             | Pau FC                | National              | 28          | 12          | 1               | 0               | -                 | -                 | -                              | -                              | -                              | 29    | 12    |
| 2019-2020             | US Orléans            | Ligue 2               | 19          | 1           | 2               | -               | -                 | -                 | -                              | -                              | -                              | 21    | 1     |
| Total sur la carrière | Total sur la carrière | Total sur la carrière | 49          | 13          | 5               | 0               | 2                 | 0                 | -                              | -                              | -                              | 56    | 13    |